# Adam von Lebenwaldt
Adam von Lebenwaldt (* 25. November 1624 Sarleinsbach, Oberösterreich; † 20. Juni 1696 Leoben, Steiermark; eigentlich: Adam Johann Christoph Lebaldt von und zu Lebenwaldt) war ein österreichischer Epigrammatiker und Lehrer der Medizin.

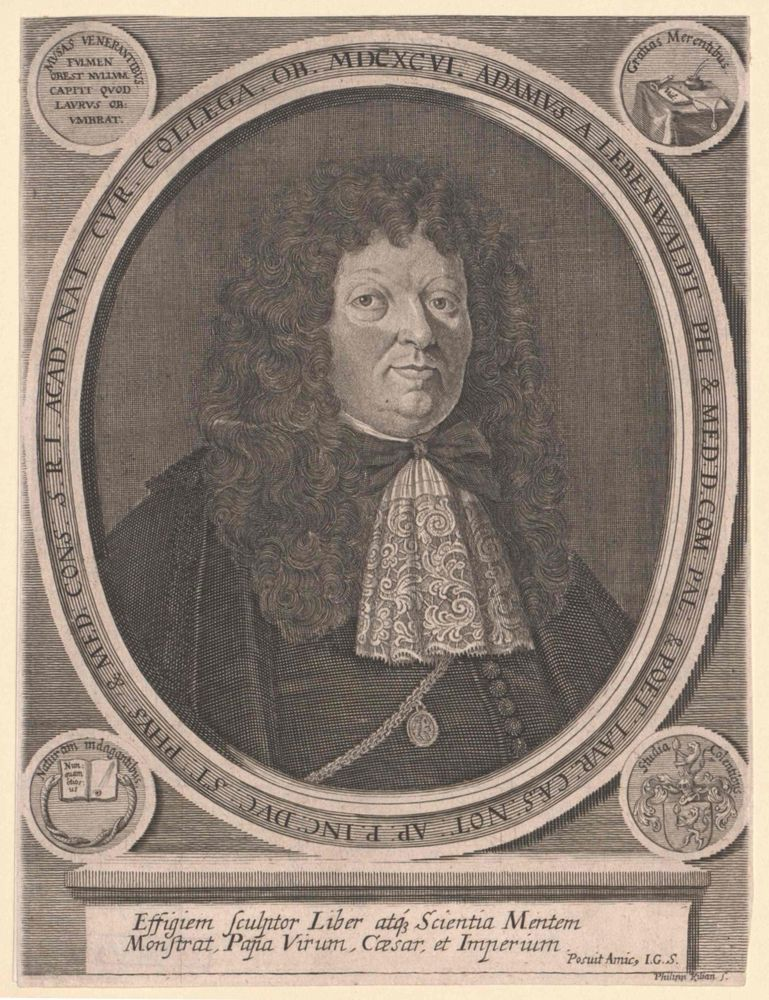
Adam von Lebenwaldt. Aus dessen "Landt-, Stadt- und Hauss-Artzney-Buch" (Nürnberg 1693)

## Leben
Adam von Lebenwaldt besuchte die Lateinschule in Linz und studierte in Graz Philosophie und – da es in Graz keine medizinische Fakultät gab – in Padua Medizin, wo er 1652 zum Doktor der Medizin promovierte. Nachdem er sich in der Steiermark niedergelassen hatte, wurde er Leibarzt des Admonter Abtes Raimund von Rehling und Landschaftsmedikus für das Enns- und Paltental. Lebenwaldt war Epigrammatiker und Lehrer der Medizin in Salzburg, Arzt in Graz, Admont, Rottenmann, Trofaiach und Leoben. Wegen seiner Verdienste als Pestarzt wurde er 1659 geadelt (Adam Johann Christoph Lebaldt von und zu Lebenwaldt). 1679 wurde er von Kaiser Leopold I. zum Dichter gekrönt (Poeta laureatus). Er trat gegen Kurpfuscherei und Aberglauben auf.
Von 1674 bis 1684 lebte er im Schloss Stibichhofen in Trofaiach, dessen Eigentümer er war. Seine letzten Lebensjahre verbrachte er in Leoben. Am 7. Februar 1683 wurde Adam von Lebenwaldt mit dem akademischen Beinamen AESCULAPIUS II. als Mitglied (Matrikel-Nr. 113) in die Leopoldina aufgenommen.

## Werke
- 'Poetische Schimpf- und Ernst-Reden'
- '355 Oinische Verse …', um 1670–1680
- 'Poetische Reimgedicht' um 1674
- 'Acht Tractätl: Von des Teuffels List und Betrug …' 1682 (Von des Teufels List und Betrug. 8 Traktätlein. Salzburg, 1680–1682).
- Adami a Lebenwaldt,... erstes Tractätel, von dess Teuffels List und Betrug in der Hebreer Cabala, mit einem Vorbericht wie der Teuffel bey dem menschlichen Geschlecht auff onderschidlich Weiss eingeschlichen. – Andertes Tractätel, von der List und Betrug dess Teuffels in der „Astrologia judiciaria“, oder zu vil urtheilenden Stern-Kunst... – Drittes Tractätel, von dess Teuffels List und Betrug in den vier Elementen und vil andern aberglaubischen Dingen. – Vierdtes Tractätel, von dess Teuffels List und Betrug in der falschen Alchymisterey und Goldmacher-Kunst, darinnen aussführlicher Beticht gegeben wird, von den so genandten „Fratrinus roseae crucis“ oder Rosen-Creu-tzern, und Theophrasto Paracelso. – Fünfftes Tractätl, von dess Teuffels List und Betrug in der Berg-Ruethen und Berg-Spiegl. Mit einem Vorsatz dess Menschenspiegls, nemblich von der „Physiognomia, Metoposcopia“, und „Chiromantia“. – Sechstes Tractätl, von dess Teuffels List und Betrug in der Waffen-Salben und so genandten sympathetischen Pulver. – Sibentes Tractätl, von dess Teuffels List und Betrug in der Transplantation oder Über-pflantzung der Kranckheit. – Achtes Tractätl, von dess Teuffels List und Betrug in Verführung der Menschen zur Zauberey, allwo auch von dem Antichrist als letzten Zauberer gehandlet wird, mit dem Beschluss wie man sich vor dess Teuffels List, Anfechtung und Verführung bewahren solle. Saltzburg : J. B. Mayr, 1681–1682.
- 'Poetischer Frühlingsspaziergang' um 1690

- Medizinisch-naturwissenschaftliche Schriften
- Land- Stadt- Und Hauß-Artzney-Buch : In welchem angezeigt und erwiesen wird/ wie man denjenigen Kranckheiten/ welche ein gantzes Land oder mehr Oerther anstecken/ so dann durch Contagion und Anklebung anderweitig fortgepflantzt und ausgebreitet werden/ Als da seyn: Die Pest/ Pestilenzial- und Petechialische Fieber/ Ungarische Kranckheit/ rothe Ruhr/ Kinds-Blattern … Samt einer Chronick Aller denckwürdigen Pesten … Dabey eine Fünff-fache Cur zu finden … Samt einer Anweisung Die Häuser und Mobilien zu reinigen. Lochner, Nürnberg, 1695 (Digitalisat)
- D. Johann Gufers Kleine Hauß-Apothek : Darinnen Allerhand schöne Experimenta oder Artzneyen auch von den geringsten und verächtlichsten Sachen zu finden und denen Krancken zum Nutzen nun zum zwölfften mahl mithetheilet. Welcher beygefüget Herrn D. Lebenwaldts Verteutschte Salernitanische Schul, Wie Die Gesundheit lange zu erhalten … Kempten: Roll, [ca. 1725].

- Opuscula poetica : epigrammata, sententiae, adagia, satirica, proverbia. Opuscula medicina / hrsg. von Anton F. W. Sommer. Wien 2004.
- Damographia Oder Gemsen-Beschreibung : In Zwey Theil abgetheilet: Der Erste handlet von dem Edlen Gemsen, der Andere von der Crafft und Tugent-vollen Gemsen-Kugel. Faks.- Ausg.: München : Münchner Buchverl. (W. Schmidkunz), 1933.